# 能村さくら
能村 さくら（のむら さくら、1976年11月22日 - ）は、日本の女性総合格闘家。石川県出身。CB IMPACT所属。

## 来歴
高岡法科大学時代の1996年6月、全日本学生柔道体重別選手権大会・女子56kg級で3位入賞。1998年6月には同57kg級で準優勝となった。
2010年3月19日、プロデビュー戦となったJEWELS 7th RINGで鹿児島陽子と対戦し、腕ひしぎ十字固めによる一本勝ちを収めた。
2010年5月16日、CLUB DEEP 富山 〜野蛮人祭り8〜で富田里奈と対戦し、3-0の判定勝ちを収めた。
2010年7月31日、JEWELS 9th RINGのJEWELS初代ライト級女王決定トーナメント1回戦で優勝候補のJEWELSのエース石岡沙織と対戦し、石岡を押さえ込み続け3-0の判定勝ちを収めた。
2010年9月、国際ブラジリアン柔術連盟主催のブラジリアン柔術大会「アジア・オープン」女子青帯ペナ級に出場し、優勝を果たした。
2010年10月10日、JEWELS 10th RINGでアリカとシュートボクシングルールで対戦し、3度のシュートポイントを奪った上で3-0の判定勝ちを収めた。
2010年12月17日、JEWELS 11th RINGのJEWELS初代ライト級女王決定トーナメント準決勝で浜崎朱加と対戦し、0-3の判定負けを喫した。

## 戦績

### 総合格闘技
| 総合格闘技 戦績 | 総合格闘技 戦績 | 総合格闘技 戦績 | 総合格闘技 戦績 | 総合格闘技 戦績 | 総合格闘技 戦績 | 総合格闘技 戦績 |
| --------------- | --------------- | --------------- | --------------- | --------------- | --------------- | --------------- |
| 4 試合          | (T)KO           | 一本            | 判定            | その他          | 引き分け        | 無効試合        |
| 3 勝            | 0               | 1               | 2               | 0               | 0               | 0               |
| 1 敗            | 0               | 0               | 1               | 0               | 0               | 0               |

| 勝敗 | 対戦相手   | 試合結果                 | 大会名                                                             | 開催年月日     |
| ×    | 浜崎朱加   | 5分2R終了 判定0-3        | JEWELS 11th RING 【JEWELS初代ライト級女王決定トーナメント 準決勝】 | 2010年12月17日 |
| ○    | 石岡沙織   | 5分2R終了 判定3-0        | JEWELS 9th RING 【JEWELS初代ライト級女王決定トーナメント 1回戦】   | 2010年7月31日  |
| ○    | 富田里奈   | 5分2R終了 判定3-0        | CLUB DEEP 富山 〜野蛮人祭り8〜                                     | 2010年5月16日  |
| ○    | 鹿児島陽子 | 2R 4:35 腕ひしぎ十字固め | JEWELS 7th RING                                                    | 2010年3月19日  |

### シュートボクシング
| 勝敗 | 対戦相手 | 試合結果          | 大会名                                        | 開催年月日     |
| ○    | アリカ   | 2分3R終了 判定3-0 | JEWELS 10th RING 【シュートボクシングルール】 | 2010年10月10日 |